# 27 Królewski Pruski Batalion Jegrów

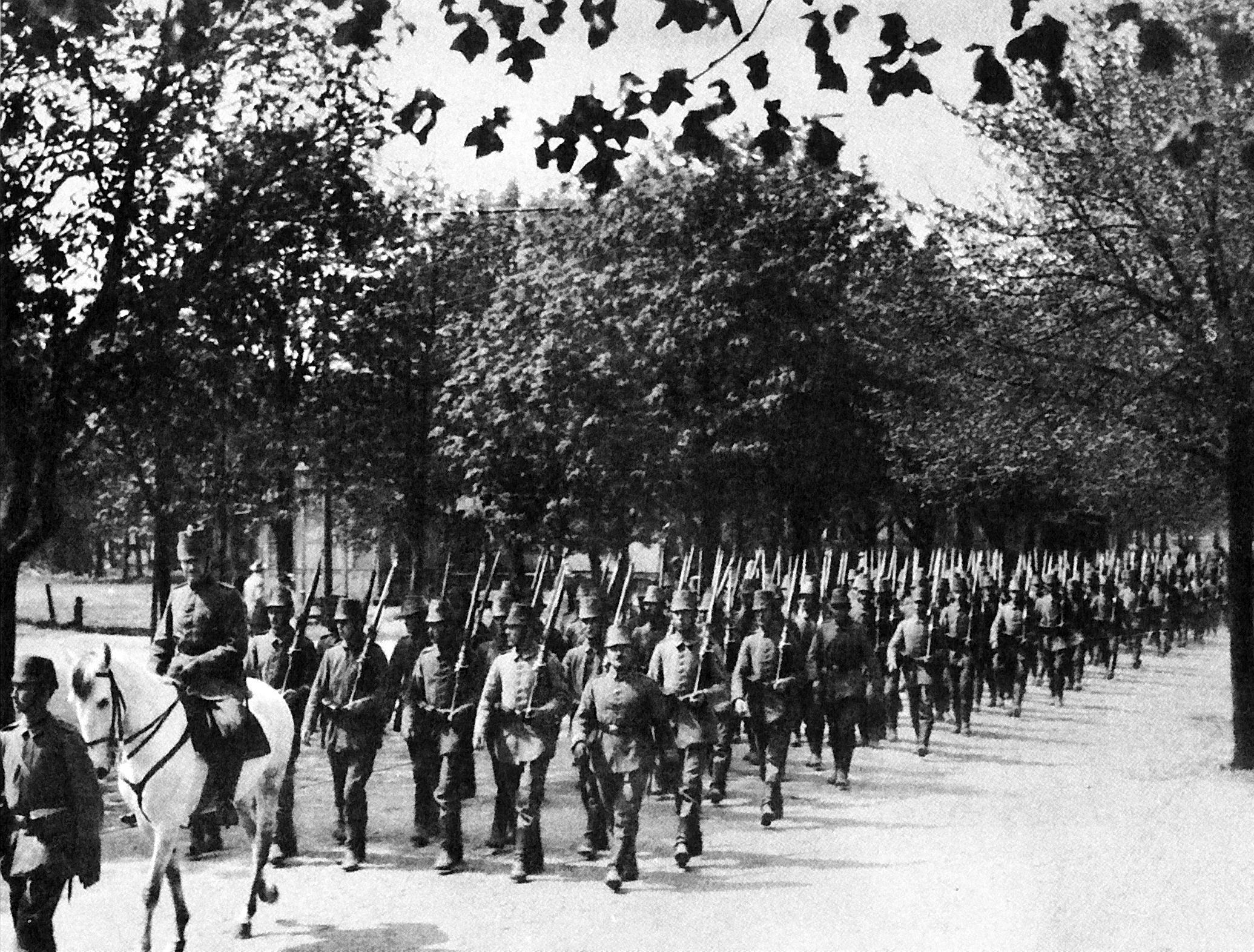
27 Królewski Pruski Batalion Jegrów w Lipawie

27 Królewski Pruski Batalion Jegrów (niem. Königlich Preussisches Jägerbataillon 27) – ochotniczy oddział wojskowy armii niemieckiej złożony z Finów i Niemców podczas I wojny światowej.
Po wybuchu I wojny światowej na terytorium Wielkiego Księstwa Finlandii, należącego do Imperium Rosyjskiego, od listopada 1914 rozpoczął się tajny werbunek fińskich ochotników do oddziałów jegrów, czyli lekkiej piechoty, które były formowane w Niemczech. Objął on początkowo głównie młodzież studencką i mieszczańską. Ochotnicy wyjeżdżali z Finlandii przez Szwecję. W Niemczech w obozie w Lockstedt koło Hamburga przechodzili trwające od 4 do 6 tygodni szkolenie wojskowe pod przykrywką szkolenia skautowskiego. Nosili wówczas uniformy skautów. Początkowo na przełomie stycznia i lutego 1915 do Niemiec przybyło około 200 Finów, których liczba w wyniku kolejnego werbunku na przełomie 1915/1916 wzrosła do około 1,2 tys. ludzi. Ta druga fala ochotników wywodziła się już w dużej części spośród robotników i chłopów, a także marynarzy. W maju 1916 został sformowany 27 Królewski Pruski Batalion Jegrów, złożony w większości z Finów (były też 2 kobiety, służące jako sanitariuszki: Ruth Munck i Saara Rampanen). Jego dowódcą został Niemiec major Maximilian Bayer. Walczył on na północnym odcinku frontu wschodniego. W czerwcu – sierpniu 1916 batalion działał w rejonie Rygi. W grudniu tego roku został przeniesiony pod Lipawę, gdzie operował do końca swojej służby w armii niemieckiej. Batalion poniósł stosunkowo nieduże straty. W lutym 1918 jegrzy powrócili do Finlandii, gdzie wybuchła wojna domowa pomiędzy Białymi a Czerwonymi. Zajęli wiele stanowisk dowódczych w wojskach Białych.